# گوستاوس وودسن اسمیت
گوستاوس وودسن اسمیت (انگلیسی: Gustavus Woodson Smith؛ ۳۰ نوامبر ۱۸۲۱ – ۲۴ ژوئن ۱۸۹۶) یک فرد نظامی اهل ایالات متحده آمریکا بود. اسمیت که معمولاً با نام کوتاه شدهٔ جی. دابلیو. اسمیت نامیده می‌شود یک افسر حرفه‌ای در نیروی زمینی ایالات متحده آمریکا در زمان جنگ آمریکا و مکزیک بود. او همچنین یک مهندس عمران و ژنرال ارتش ایالات مؤتلفه در زمان جنگ داخلی آمریکا بود.